# Mordsteine (Bielefeld)

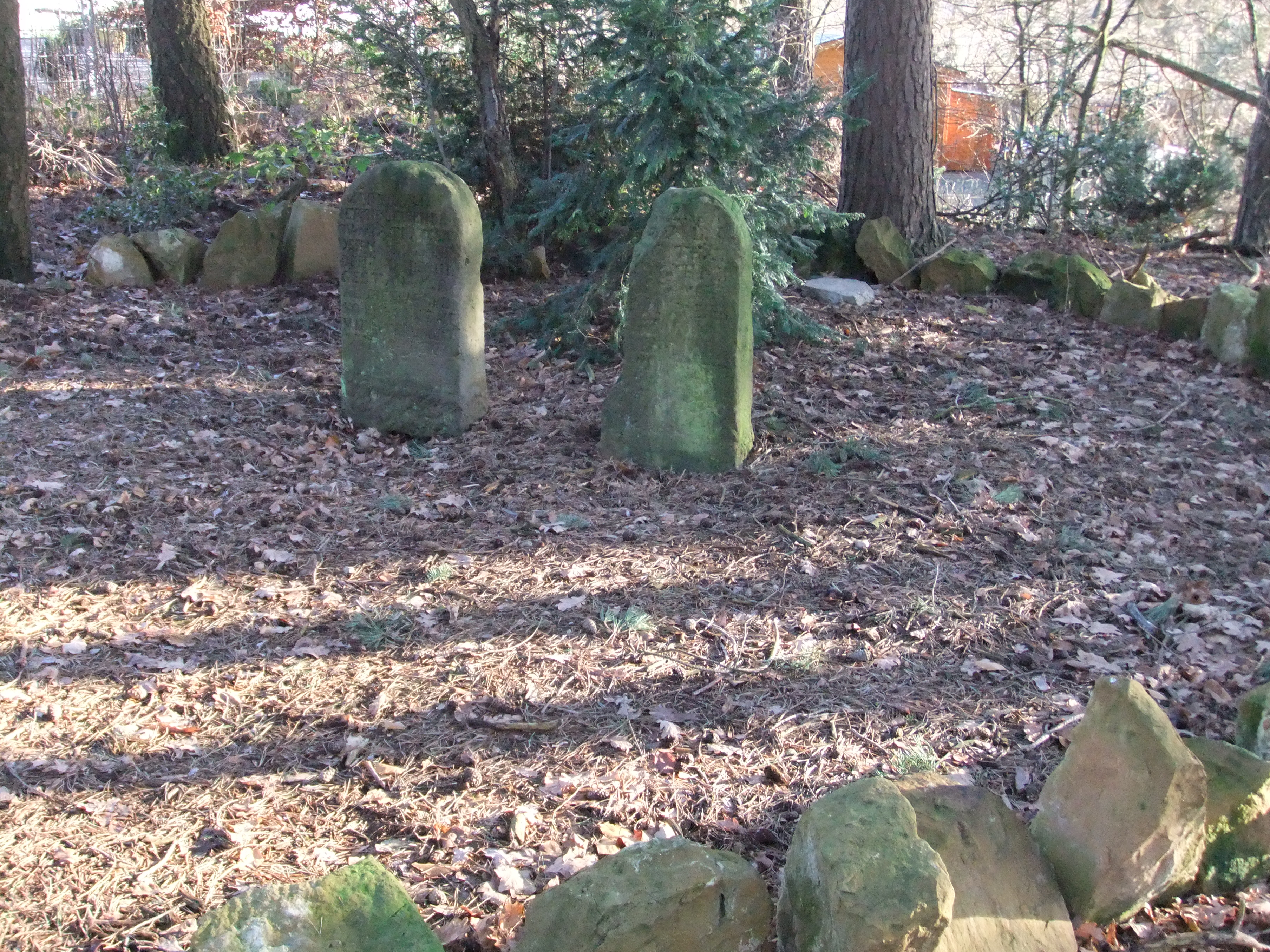
Die Mordsteine in Sennestadt. Der linke ist der Stein für die Tochter.

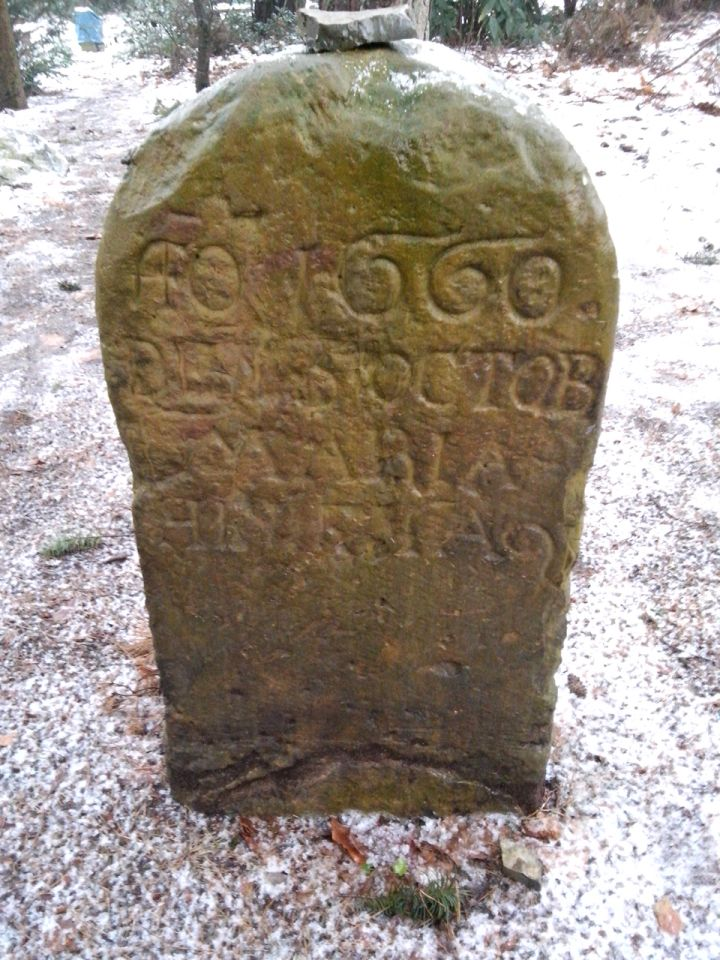
Gedenkstein für die ermordete Tochter. Vorderseite.

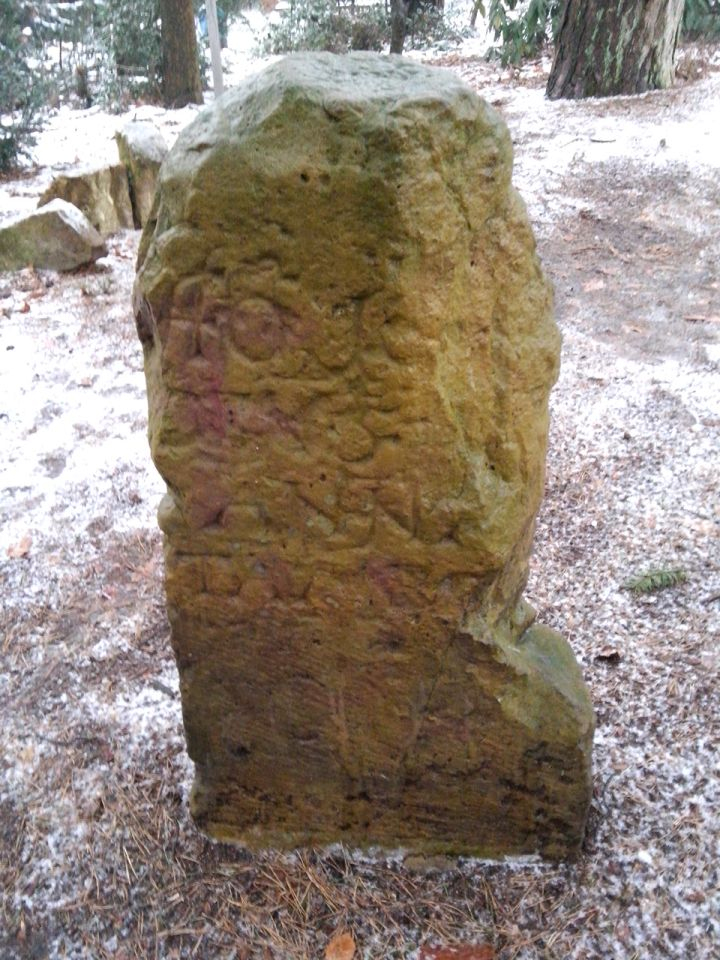
Gedenkstein für die ermordete Mutter. Vorderseite.

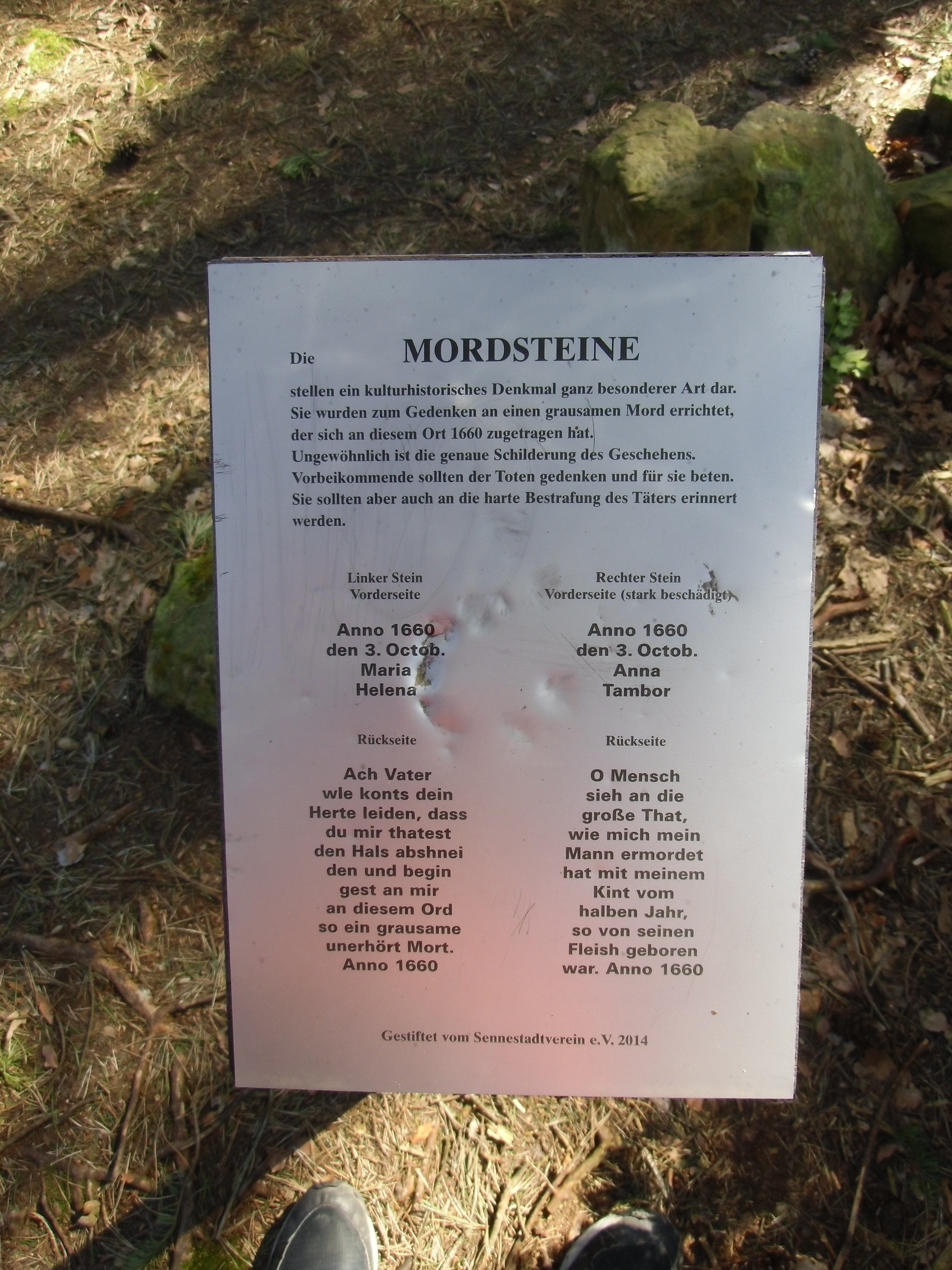
Info-Tafel vor Ort

Die Mordsteine im Bielefelder Stadtbezirk Sennestadt sind zwei Sühnesteine und denkmalgeschützt.

## Lage
Die Steine befinden sich an einer Seitenstraße des Senner Hellwegs in unmittelbarer Nähe zum Frieda-Nadig-Haus, einem Seniorenzentrum. Sie liegen in dem nordwestlich anschließenden Gehölz an einem Fußweg zum Sportplatz. Ursprünglich befanden sie sich auf dem Gelände des anliegenden Nadighauses. Die Steine standen bei ihrer Aufstellung in einer offenen Heidelandschaft und bildeten ein markantes Denkmal. Sie sind 2012 vom Sennestadtverein mit einem Sandsteinkreis umfasst worden. 2014 ergänzte der Verein eine Informationstafel.

## Geschichte
Die Steine aus Sandstein erinnern an einen Mord aus dem Jahr 1660. Ein Dragoner namens Lorentz von Siburg (Tambour), folglich wohl ein Trommler, wollte sich dem preußischen Militärdienst entziehen und flüchtete von der Sparrenburg mit seiner Frau Maria und seiner sechs Monate alten Tochter Maria Helena Richtung Lippe, also dem damaligen benachbarten Ausland. Kurz vor Erreichung der Grenze tötete er seine Familie, vermutlich wegen eines Streits um den weiteren Weg oder weil das Kind durch sein Schreien die Desertion verriet. Schließlich wurde er jedoch ergriffen und gestand daraufhin den Mord. Angeblich wurde Lorentz von Siburg am Ort des Verbrechens durch Rädern hingerichtet. Da diese recht aufwändige Hinrichtungsmethode jedoch vor allem an öffentlichen Orten durchgeführt wurde, hält man es heute für wahrscheinlicher, dass der Mörder erhängt wurde. Die Steine wurden im Gedenken an die Tat und als Warnung errichtet. Eventuell auch, um in der Zeit nach dem Dreißigjährigen Krieg normative Grundsätze zu verdeutlichen.

## Inschriften
Die Inschriften der Mordsteine geben Auskunft über die Tat und die Namen. Sie sind durch Aufzeichnungen von 1688 erhalten und zum Teil auch am Stein direkt lesbar. Der heute beschädigte Stein trug und trägt folgende Zeilen und ist dem Mord an der Frau (lat. uxor Ehefrau) gewidmet, wobei die erste Zeile auf der Vorderseite, die anderen auf der Rückseite zu finden sind:
UXOR MARIA TAMBOUR 1660 
 O MENSCH SIE AN DIE GROSSE THAT 
 WIE MICH MEIN MAN ERMORDET HAT 
 MIT MEINEM KIND VOM HALBEN JAHR 
 SO VON SEINEN FLEISH GEBOHREN WAR. 1660
Der andere, der Tochter (lat. filia Tochter) gewidmete Mordstein, trug diese Inschrift, erneut befand und befindet sich die erste Zeile auf der Vorderseite.
FILIA MARIA HELENA 
 LORENTZ AUS SIBERG EIN DRAGONER. 
 ACH VATER! WIE KONT ES DEIN HERTZE LEIDEN 
 DASS DU MIR THÄTEST DEN HALSS ABSHNEIDEN 
 UND B'GINGST AN MIR AN DIESEM OHRT 
 EIN GRAUSAM UNERHÖHRTE MORT. 
 ANNO 1660
Die heutige am Tochterstein zu findende Beschriftung der Rückseite unterscheidet sich. Dieser Unterschied kann darauf beruhen, dass die Schriften 1688 erneuert wurden. Dies würde auch erklären, warum man sie schriftlich fixiert hat.
ACH WIE KONS DU HERTZE LEIDEN 
 DA DU MIR THAETEST DEN HALS ABSHNEIDEN 
 UND BEGINGEST AN MIR AN DIESEM ORD 
 SO EIN GRAUSAME UNERHÖRT MORT. 
 ANNO 1660